# Râul Valea Cânepii
Râul Valea Cânepii este un curs de apă, afluent al râului Valea Manolache. 